# ليفون أرونيان
ليفون أرونيان (بالأرمينية: Լևոն Գրիգորի Արոնյան، 6 أكتوبر 1982) أستاذ كبير أرميني في الشطرنج، في قائمة تصنيف الاتحاد الدولي لمارس 2014 احتل المركز الثاني بتصنيف قدره 2830. ما يجعله رابع أعلى لاعب مصنف في التاريخ.
فاز أرونيان بأكس العالم للشطرنج 2015 وقاد الفريق الوطني الأرميني لنيل الذهبية في أولمبياد تورينو 2006 ودرسدن 2008 وأسطنبول 2012  وفي بطولة العالم للفرق في نينغبو 2011، فاز ببطولة الغراند بريكس 2008-2010 ما سمح له بالتأهل إلى تصفيات التأهل لبطولة العالم في 2010 غير أنه هزم في الدور الأول، وكان كذلك بطل العالم في شطرنج 960 عامي 2006 و2007 وبطل العالم في الشطرنج السريع 2009 وبطل العالم في الشطرنج الخاطف في 2010، وفي 2015 نال فاز بكأس سينكفيلد في دورته الثالثة.
منذ 200 وأرونيان أفضل لاعب في أرمينيا  وشهرته في أرمينيا أدت إلى تسميته بالنجم والبطل  واختير كافضل رياضي في أرمينيا سنة 2005، وتم تشريفه باللقب الفخري «أستاذ الرياضة» في الجمهورية الأرمينية.

## نتائجه في كأس العالم
| العام              | 2005 | 2007 | 2009 | 2011 | 2013 | 2015 |
| ------------------ | ---- | ---- | ---- | ---- | ---- | ---- |
| كأس العالم للشطرنج | ف    | د4   | غ    | غ    | د3   | ؟؟   |

## روابط خارجية
- ليفون أرونيان على موقع الاتحاد الدولي للشطرنج (الإنجليزية)
- ليفون أرونيان على موقع مباريات الشطرنج (الإنجليزية)
- ليفون أرونيان على موقع 365Chess.com (الإنجليزية)
- ليفون أرونيان على موقع Chesstempo.com (الإنجليزية)
- ليفون أرونيان على موقع الاتحاد الأمريكي للشطرنج (الإنجليزية)
- ليفون أرونيان سجل أولمبياد الشطرنج على موقع OlimpBase.org (الإنجليزية)